# 71-407
A 71-407 (vagy gyári jelzéssel UTM–7) részlegesen alacsonypadlós orosz villamos, melyet 2009-től gyárt a jekatyerinburgi Uraltranszmas vállalat. A villamoskocsi négytengelyes kialakítású, négy darab aszinkron vontatómotorral ellátva. Továbbfejlesztett változata a teljes egészében alacsonypadlós 71-409-es típusú villamos. 
A magaspadlós 71-405-ös típus továbbfejlesztett változata, melyet 2008-ban terveztek. A legfőbb különbség az elődjéhez képest, hogy a villamos középső részét alacsonypadlóssá alakították. Az utastérben az alacsonypadlós rész a teljes terület 39%-át teszi ki. Prototípusa 2009-ben készült el, melyet a Nyizsnyij Tagil-i Magisztral közlekedési kiállításon mutattak be. Sorozatgyártása 2013-ban kezdődött.
Szóló kocsiként és kétkocsis szerelvényként is használják. A villamost a Tatra T3-on is használt kapcsolóberendezéssel megegyező rendszerű kapcsolóval szerelték fel.
2014-ben jelent meg a módosított változata, a 71-407-01-es modell. Elsősorban a külső megjelenésében változott, módosított homlokfallal készült a karosszéria, valamint több részegységét kompozit műanyagból gyártották. 
2018-ig 125 db-t készítettek. A villamost kilenc vidéki orosz nagyvárosban állították üzembe. Nagyobb mennyiségben Nyizsnyij Novgorodban, Kazanyban, Tulában, Nyizsnyij Tagilban és Kolomnában használják. Jekatyerinburgban csak próbaüzemben fut néhány darab. Volgográdban egy példányt teszteltek a 71-407-01-es modellből, de visszaadták a gyártónak. Szentpétervárra szintén egy darab 71-407-01-es került próbaüzem céljából. Néhány darab üzemel Novocserkasszkban és Krasznodarban is.